# Крекінг-установка у Чивандані
Крекінг-установка у Чивандані — нафтохімічне виробництво на заході індонезійського острова Ява. Станом на кінець 2010-х єдине у своєму типі в країні.
У 1990-х роках у Чивандані стала до ладу установка парового крекінгу, яка споживала для своєї роботи газовий бензин (naphtha) та могла випускати 515 тисяч тонн етилену і 240 тисяч тонн пропілену. Наразі вона пройшла через череду модернізацій, що дали змогу істотно збільшити потужність. Так, станом на 2013 рік потужність установки вже рахувалась як 600 тисяч тонн етилену та 320 тисяч тонн пропілену, а до кінця 2015-го ці показники досягли 860 та 470 тисяч тонн. Нарешті, в 2017-му замовили чергові роботи зі строком завершення у 2020-му, котрі мають збільшити потужність до 900 тисяч тонн етилену і 490 тисяч тонн пропілену.
Оскільки установка споживає важку (як для нафтохімії) сировину, вона також продукує 315 тисяч тонн фракції С4 і 400 тисяч тонн піролізного бензину (за умови завершення останньої модернізації ці показники мають зрости до 330 та 420 тисяч тонн відповідно). В 2013-му запустили установку вилучення бутадієну потужністю 100 тисяч тонн на рік, котру в 2018-му довели до рівня у 137 тисяч тонн. Крім того, в 2019-му власник майданчику компанія Chandra Asri Petrochemical оголосила про успішне залучення коштів, необхідних для створення ще двох виробництв на основі фракції С4 — продукування 43 тисяч тонн 1-бутену (використовується як кополімер) та 127 тисяч тонн метилтретинного бутилового етеру (високооктанова присадка для пального).
У складі комплексу також діють похідні виробництва, розраховані на споживання олефінів. Станом на другу половину 2010-х тут продукували 336 тисяч тонн поліетилену та вели спорудження нового заводу, здатного випускати 400 тисяч тонн цього полімеру. Крім того, етилен був необхідний двом лініям мономеру стирену загальною потужністю 340 тисяч тонн. Що стосується пропілену, то станом на 2019-й рік майданчик мав потужності з його полімеризації в обсязі 480 тисяч тонн на рік.